# Tencent QQ
Tencent QQ (ehemals OICQ) ist ein in Ostasien weit verbreiteter, kostenloser Instant-Messaging-Dienst. QQ.com gehörte im Jahr 2018 zu den zehn meistbesuchten Websites weltweit.

## Geschichte

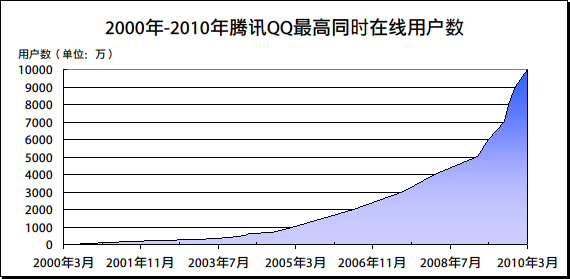
Entwicklung der registrierten Benutzer von Tencent QQ von 2000 bis 2010 (in 100.000)

Ma Huateng (auch Pony Ma genannt) entwickelte zusammen mit seinem Studien-Kollegen Zhang Zhidong (auch Tony Zhang genannt) OICQ ("Open ICQ") und veröffentlichte es im November 1998. Der Erfolg von OICQ war überragend. Innerhalb eines Jahres konnte OICQ fünf Millionen Benutzer für sich gewinnen. Durch die stetig weiter steigenden Benutzerzahlen wurden weitere Server benötigt, allerdings konnte Tencent die Kosten dafür nicht aufbringen, so dass Ma sich genötigt sah, OICQ zu verkaufen. Zunächst hielt Ma einen Verkaufspreis von 600.000 Yuan für angemessen, fand aber keinen passenden Partner. Schließlich erhielt man 2,2 Millionen US-Dollar Beteiligungskapital von IDG und Pacific Century CyberWorks Ltd. und OICQ wurde in QQ umbenannt.
Die Abkürzung QQ steht in den USA auch für „quite quality“, was sinngemäß „ziemlich gut“ bedeutet. Um weitere laufende Kosten zu decken, entwickelte Tencent Mehrwertdienste wie QQshow und arbeitete mit bekannten Firmen wie Nokia und Nike zusammen. Das Konzept hatte Erfolg und bis Mai 2008 konnte man 783 Mio. registrierte Benutzer verzeichnen. Zu diesem Zeitpunkt waren maximal 40 Mio. Benutzer gleichzeitig online.
Im September 2012 schloss Tencent eine Vereinbarung mit der Vergabestelle von .cn-Domains, im Rahmen derer alle Nutzer von QQ die Möglichkeit erhalten sollen, eine eigene Domain zu registrieren. Experten erwarten, dass die Kooperation aufgrund der großen Verbreitung von QQ einen Ansturm auf die Top-Level-Domain .cn auslöst.

## Messenger-Versionen
- QQ 2009 SP2: Erschienen am 24. Dezember 2009, ist die Stable-Version des QQ Messenger für Windows-Betriebssysteme.
- QQ 2010 Beta: Erschienen am 1. Februar 2010, ist die aktuelle Beta-Version des QQ Messenger für Windows und bringt eine offizielle Unterstützung von Windows 7 mit.
- QQ International: Erschienen am 2. Februar 2010, befindet sich in der Version 1.4 vom 5. Juli 2012 und bietet Sprachsupport: Japanisch, Englisch, Französisch und Deutsch.
- QQ for MAC: Erschienen am 19. Januar 2009 in der Version 1.0, ist eine Version für den Apple Macintosh und bietet eine offizielle Unterstützung bis Mac OS X Tiger (v10.4.11)
- QQ Linux: Erschienen am 4. Januar 2009, ist eine Beta-Version des QQ Messenger für Linux.
- QQ Mobile 2009: Erschienen am 30. Dezember 2009, ist eine QQ Messenger Applikation für Pocket PCs und Smartphones.
- QQ Iphone: Erschienen am 4. Juli 2009, ist eine angepasste Version des QQ Mobile für das Apple iPhone.
- webQQ: Erschienen Januar 2009, ist ein auf Java-Applet basierender QQ Messenger für den Webbrowser.

## Weitere QQ-Produkte
- QQ.com: 2003 veröffentlichte Portalseite zum Messenger. Sie vereint Nachrichten, eine Suchmaschine, ein kostenfreies E-Mail-Postfach, Software-Downloads, Wetterberichte, SMS- und MMS-Dienste, Dating, Onlinespiele und vieles mehr.
- QQmail: Ein Mehrwertdienst für alle QQ-Nutzer. Jeder Benutzer kann auf Wunsch eine @qq.com-E-Mail-Adresse bekommen.
- QQshow: Mithilfe von sogenannten Q-Coins (virtuelles Geld, wobei 1 € = 10 Q-Coins (chinesisch: Q币 Q-bi)) können Benutzer sich Avatare erstellen und diese in QQ-Kaufhäusern individualisieren.
- QQhome: Benutzer können eigene virtuelle Wohnungen erstellen, diese im QQhome-Shop dekorieren und sich dann mit anderen Benutzern in dieses Domizil zurückziehen und chatten.
- QQgame: Spieleportal. Dort kann man unterschiedlichste Spiele – Brettspiele, Kartenspiele etc. – gegen andere Benutzer spielen. QQgame betreibt heute unter anderem auch MMORPGs, um mit z. B. World of Warcraft zu konkurrieren. Hervorzuheben ist das von QQgame betriebene CrossFire, dass das zweithäufigste gespielte MMOFPS, neben Counter Strike Online, in China ist.
- mobileQQ: Mobiler QQ-Dienst, der es Benutzern erlaubt, auf das QQ-Netz mit Hilfe des Mobiltelefones zuzugreifen.
- QQgen (QQ GENERATION) ist die eigene Kleidungslinie von QQ. Sie geht vom einfachen T-Shirt mit Pinguin-Aufdruck (das Logo von QQ) bis hin zur CD-Box.
- Paipai (chinesisch: 拍拍 paipai): Mit Paipai will QQ mit eBay auf dem chinesischen Markt konkurrieren.
- QQpet: Man kann vom Schlüpfen eines kleinen Pinguins bis zu seinem Erwachsenwerden alles „mitspielen“, ihn zur Schule schicken, ihm etwas zu essen geben, ihn sich duschen lassen und ihn arbeiten lassen.[4]
- QQmusic ist das Musikdownload-Portal von QQ.
- QQzone: QQzone ist ein soziales Netzwerk und bietet eine persönliche Webseite für den QQ-Benutzer. Der Benutzer kann hier Blog- und Gästebucheinträge verfassen sowie Fotos hochladen und verwalten. Freunde des Benutzers werden über Statusnachrichten und Änderungen in der QQzone informiert und können diese kommentieren.